# ABC Weekend Specials
ABC Weekend Specials est une série télévisée d'anthologie américaine en cent trente-deux épisodes de 30 minutes, diffusés entre le 10 septembre 1977 et le 30 août 1997 sur ABC.

## Fiche technique
Sauf indication contraire, les informations mentionnées dans cette section peuvent être confirmées par la base de données cinématographiques IMDb,  présente dans la section « Liens externes ».
- Titre original : ABC Weekend Specials
- Réalisation : Rudy Larriva, Rick Reinert, Larry Elikann, Robert Chenault, Charles A. Nichols, Stephen H. Foreman, Harvey S. Laidman, Arthur Lubin, Manuel Perez, Ron Underwood, Jeffrey Hayden, Randal Kleiser, John Llewellyn Moxey, Ezra Stone, Gerald Mayer, Robert Fuest, Ernest Pintoff, Marc Daniels, Lee Bernhardi, Bernard Deyriès et Burt Brinckerhoff
- Scénario :
- Photographie :
- Musique : Dean Elliott, Tommy Leonetti, John Cacavas, Steve Zuckerman et Ray Ellis
- Casting :
- Montage :
- Décors :
- Production :
- Sociétés de production :
- Société de distribution :
- Chaîne d'origine : ABC
- Pays d'origine :  États-Unis
- Langue originale : anglais
- Genre : Anthologie
- Durée : 30 minutes

## Distribution
- Willie Tyler : le présentateur
- Frank Welker : Bunjee
- Hal Smith : Big Bad Wolf
- Janet Waldo : Alice
- Ilene Latter : Kitty Literature
- Nancy McKeon : Dolly
- Linda Gary : Mme Winsborrow
- Michael Rye : M. Winsborrow
- Katie Leigh : Buzz Beaver
- Pat Pedersen : Harvey Small
- John Stephenson : le père
- Alan Dinehart : Andy
- June Foray : Bathsheba
- Neil Ross : Cap'n O.G. Readmore
- Stan Jones : Ol' Tome Cat
- Will Ryan : Chestnut
- Billy Jayne : Alvin
- Alan Young : George Goodbee
- Nancy Cartwright : Heidi Funnybunny
- Peter Cullen : Earless
- B. J. Ward : Illana Ruxpin
- Russi Taylor : Hasy
- Robbie Rist : Iggie
- Michael Bell : Bollo
- Frank Cady : M. Sutter

## Épisodes

### Saison 1
1. The Winged Colt
2. The Ransom of Red Chief
3. Portrait of Grandpa Doc
4. Trouble River
5. Tales of the Nunundaga
6. The Escape of One-Ton Pet
7. Soup and Me
8. The Puppy Who Wanted a Boy

### Saison 2
1. The Seven Wishes of Joanna Peabody
2. The Contest Kid and the Big Prize
3. If I'm Lost, How Come I Found You?
4. The $100,000 Bill
5. Little Lulu
6. Soup for President
7. Weep No More, My Lady
8. The Horse That Played Centerfield
9. The Baby with Four Fathers
10. The Puppy’s Great Adventures

### Saison 3
1. The Big Hex of Little Lulu
2. The Contest Kid Strikes Again
3. The Girl with ESP
4. The Ghost of Thomas Kempe
5. The Incredible Detectives
6. The Revenge of Red Chief
7. The Puppy's Amazing Rescue
8. The Gold Bug
9. The Trouble with Miss Switch

### Saison 4
1. Scruffy
2. Arthur the Kid
3. Zack and the Magic Factory
4. Mayday! Mayday!

### Saison 5
1. The Puppy Saves the Circus
2. The Notorious Jumping Frog of Calaveras County
3. Bunnicula, the Vampire Rabbit
4. Miss Switch to the Rescue
5. The Joke's on Mr. Little
6. Stanley, the Ugly Duckling

### Saison 6
1. The Haunted Mansion Mystery
2. The Red Room Riddle
3. Horatio Alger Updated: Frank and Fearless
4. All the Money in the World
5. The Secret Worlf of Og

### Saison 7
1. Cougar!
2. The Dog Days of Arthur Cane
3. A Different Twist
4. The Amazing Bunjee Venture
5. Bad Cat

### Saison 8
1. Henry Hamilton, Graduate Ghost
2. The Bollo Caper
3. The Adventures of a Two-Minute Werewolf
4. The Return of the Bunjee
5. The Velveteen Rabbit

### Saison 9
1. The Adventures of Con Sawyer and Hucklemary Finn
2. Jeeter Mason and the Magic Headset
3. Cap'n O. G. Readmore's Jack and the Beanstalk
4. Pippi Longstocking
5. Columbus Circle
6. The Adventures of Teddy Ruxpin

### Saison 10
1. Cap'n O. G. Readmore Meets Dr. Jekyll and Mr. Hyde
2. The Day the Kids Took Over
3. Liberty and the Littles
4. The Mouse and the Motorcycle
5. Santabear's First Christmas

### Saison 11
1. Cap'n O. G. Readmore Meets Red Riding Hood
2. Here Come the Littles

### Saison 12
1. Cap'n O. G. Readmore's Puss in Boots
2. Runaway Ralph
3. P. J. Funnybunny
4. The Monster Bed

### Saison 13
1. Ralph S. Mouse
2. Otherwise Known as Sheila the Great

### Saison 14
1. McGee and Me!: The Big Lie
2. Cap'n O. G. Readmore Meets Chicken Little
3. The Kingdom Chums: Original Top Ten

### Saison 15
1. McGee and Me!: Take Me Out of the Ball Game
2. Monster in My Pocket: The Big Scream
3. Stanley and the Dinosaurs
4. Choose Your Own Adventure: The Case of the Silk King
5. The Parsley Garden
6. The Legend of Lochnagar
7. Commander Toad in Space

### Saison 16
1. P. J.'s Unfunnybunny Christmas
2. The Magic Flute

### Saison 17
1. The Secret Garden
2. Jirimpimbira: An African Folk Tale
3. P. J. Funnybunny: A Very Cool Easter
4. The Magic Pearl

### Autres Specials
1. The Great Alaska Dog Sled Race
2. Rhythm and Jam: Rhythm & Rap
3. Rhythm and Jam: Melody & Harmony
4. Kids on Ice: A Skating Adventure!
5. Money Made Easy: The ABC Kids' Guide to Dollars and Sense
6. A Day a the Races
7. Crash the Curiousaurus
8. Wild Things: An Earth Day Special
9. The Secret of Lizard Woman
10. Back to School with Schoolhouse Rock